# Passo de Sanetsch
Passo de Sanetsch - em francês:  col du Sénin e em alemão:  Sanetschpass - é um colo de montanha no cantão do Valais que nos Alpes berneses culmina a 2 252 m e fica na comuna suíça de Savièse.
O Passo de Sanetsch é como que uma fronteira linguística pois a Norte fala-se o suíço-alemão e a Sul a língua francesa mesmo se a estrada com 32 km e um desnível máximo de 151 % se termina pouco mais longe na barragem de Sanetsch. Deste passe tem-se uma boa vista tanto sobre o lago formado pela barragem como sobre o glaciar de Tsanfleuron.